# Sant Martin de Valamàs
Sant Martin de Valamàs (en francès Saint-Martin-de-Valamas) és un municipi francès situat al departament de l'Ardecha i a la regió d'Alvèrnia-Roine-Alps. L'any 2007 tenia 1.281 habitants.

## Demografia

### Població
El 2007 la població de fet de Saint-Martin-de-Valamas era de 1.281 persones. Hi havia 552 famílies de les quals 196 eren unipersonals (80 homes vivint sols i 116 dones vivint soles), 172 parelles sense fills, 156 parelles amb fills i 28 famílies monoparentals amb fills.
La població ha evolucionat segons el següent gràfic:
Habitants censats

### Habitatges
El 2007 hi havia 865 habitatges, 555 eren l'habitatge principal de la família, 218 eren segones residències i 92 estaven desocupats. 633 eren cases i 231 eren apartaments. Dels 555 habitatges principals, 405 estaven ocupats pels seus propietaris, 130 estaven llogats i ocupats pels llogaters i 20 estaven cedits a títol gratuït; 6 tenien una cambra, 47 en tenien dues, 137 en tenien tres, 188 en tenien quatre i 176 en tenien cinc o més. 330 habitatges disposaven pel capbaix d'una plaça de pàrquing. A 229 habitatges hi havia un automòbil i a 236 n'hi havia dos o més.

### Piràmide de població
La piràmide de població per edats i sexe el 2009 era:
| Homes | Edats   | Dones |
| ----- | ------- | ----- |
| 4     | 95 o +  | 4     |
| 0     | 90 a 94 | 8     |
| 32    | 85 a 89 | 28    |
| 4     | 80 a 84 | 24    |
| 44    | 75 a 79 | 44    |
| 36    | 70 a 74 | 48    |
| 60    | 65 a 69 | 60    |
| 32    | 60 a 64 | 40    |
| 24    | 55 a 59 | 20    |
| 20    | 50 a 54 | 32    |
| 56    | 45 a 49 | 48    |
| 60    | 40 a 44 | 40    |
| 36    | 35 a 39 | 36    |
| 40    | 30 a 34 | 48    |
| 40    | 25 a 29 | 36    |
| 28    | 20 a 24 | 20    |
| 16    | 15 a 19 | 36    |
| 28    | 10 a 14 | 28    |
| 16    | 5 a 9   | 40    |
| 36    | 0 a 4   | 44    |

## Economia
El 2007 la població en edat de treballar era de 726 persones, 537 eren actives i 189 eren inactives. De les 537 persones actives 501 estaven ocupades (263 homes i 238 dones) i 35 estaven aturades (20 homes i 15 dones). De les 189 persones inactives 88 estaven jubilades, 43 estaven estudiant i 58 estaven classificades com a «altres inactius».

### Ingressos
El 2009 a Saint-Martin-de-Valamas hi havia 557 unitats fiscals que integraven 1.193,5 persones, la mediana anual d'ingressos fiscals per persona era de 16.513 €.

### Activitats econòmiques
Dels 77 establiments que hi havia el 2007, 2 eren d'empreses extractives, 3 d'empreses alimentàries, 6 d'empreses de fabricació d'altres productes industrials, 11 d'empreses de construcció, 16 d'empreses de comerç i reparació d'automòbils, 7 d'empreses de transport, 6 d'empreses d'hostatgeria i restauració, 2 d'empreses financeres, 5 d'empreses immobiliàries, 3 d'empreses de serveis, 10 d'entitats de l'administració pública i 6 d'empreses classificades com a «altres activitats de serveis».
Dels 22 establiments de servei als particulars que hi havia el 2009, 1 era una gendarmeria, 1 oficina de correu, 1 una oficina bancària, 2 tallers de reparació d'automòbils i de material agrícola, 2 paletes, 1 guixaire pintor, 2 fusteries, 1 lampisteria, 2 electricistes, 5 perruqueries, 3 restaurants i 1 saló de bellesa.
Dels 8 establiments comercials que hi havia el 2009, 1 era una botiga de menys de 120 m², 3 fleques, 3 carnisseries i 1 una floristeria.
L'any 2000 a Saint-Martin-de-Valamas hi havia 31 explotacions agrícoles que ocupaven un total de 190 hectàrees.

## Equipaments sanitaris i escolars
L'únic equipament sanitari que hi havia el 2009 era una farmàcia.
El 2009 hi havia 2 escoles elementals.

## Poblacions més properes
El següent diagrama mostra les poblacions més properes.